# Halibut de l'Atlàntic
L'halibut de l'Atlàntic (Hippoglossus hippoglossus) és un peix pla de la família dels Pleuronectidae de gran grandària, que arriba a 1,2 m de longitud i prop de 200 kg de pes. No són rars exemplars de fins a 3 m i 320 kg. Es troba sovint a l'oceà Atlàntic. Es confon sovint amb el llenguado o se'l considera com una subespècie d'aquell, però encara que pertany al mateix ordre, no és de la mateixa família.